# Don Rosa
Keno Don Hugo Rosa (Louisville, Kentucky, 1951. június 29. –) a ma élő legnagyobb Donald kacsa-rajzoló.

## Élete és pályafutása
Az észak-amerikai Kentucky állambeli Louisville-ben született, építőmérnöki tanulmányai után képregényeket írt és rajzolt a helyi napilap számára egy saját magáról mintázott karakterről. (A két sorozat címe Captain Kentucky, illetve Pertwillaby Papers). 1986 óta kizárólag Walt Disney képregényeket ír és rajzol. Munkáit a kidolgozottság jellemzi és számos visszautalás a régebbi történetek részleteire.
Don Rosa rajzolási stílusa élesen elkülönül a többi Disney rajzolóétól, a képkockái telítettek, a valós helyszínek szokatlanul autentikusak, a figurák részletesen kidolgozottak. Sokan őt tartják minden idők legjobb Disney rajzolójának. Képregényei a Carl Barks által lefektetett klasszikus Disney alapokra épülnek. Leghíresebb műve a 12 fejezetből álló "Dagobert Bácsi élete" című sorozat, melyet 1992 és 1994 között készített el. A sorozatért Don Rosa 1995-ben a képregény világ legmagasabb díját, a Will Eisner díjat vehette át. Jelenleg is aktív, képregények mellett egyéb illusztrációkat is készít, például borítókat és plakátokat.
Megromlott látása miatt Don Rosa 2006-ban felhagyott a rendszeres képregény-rajzolással, de rendszeresen jelenik meg a rajongóknak szervezett alkalmakon, ahol szívesen dedikál. Gyakori vendége a nagy képregény-rendezvényeknek, például a San Diegó-i Comic-Con-nak.

## Képregényei
Don Rosa nevéhez az alábbi Disney képregények fűződnek (eredeti címmel és megjelenés szerinti sorrendben):
1987:
The Son of the Sun
Nobody's business
Mythological Menagerie
Recalled Wreck
Cash Flow
1988:
Fit to be pied
Fir-Tree Fracas
Oolated Luck
The Paper Chase
Last sled to Dawson
Rocket Reverie
Fiscal Fitness
Metaphorically Spanking
The Crocodile Collector
Fortune on the Rocks
1989:
Return to Plain Awful
The Curse of Nostrildamus
His Majesty, McDuck
1990:
Well-Educated Duck
Forget me not
Give Unto Others
On a Silver Platter
Leaky Luck
The Pied Piper of Duckburg
Back in Time for a Dime!
The Money Pit
The Master Landscapist
1991:
On Stolen Time
Treasure Under Glass
Return To Xanadu
The Duck Who Fell to Earth
Incident of the McDuck Tower
The Island at the Edge of Time
War of the Wendigo
1992:
Super Snooper strikes again
The Last of the Clan McDuck
The Master of the Mississippi
The Buckaroo of the Badlands
1993:
The King of the Copper Hill
The New Laird of Castle McDuc
The Terror of the Transvaal
Dreamtime Duck of the Never Never
The Argonaut of White Agony Creek
Guardians of the Lost Library
The Billionaire of Dismal Downs
1994:
The Invader of Fort Duckburg
From Duckburg to Lillehammer
The Richest Duck in the World
The Recluse of McDuck Manor
The Duck Who Never Was
1995:
The Treasury of Croesus
The Universal Solvent
Of Ducks and Dimes and Destinies
The Incredible Shrinking Tightwad
Hearts of the Yukon
The Lost Charts of Columbus
Gyro's Beagletrap
1996:
The Once and Future Duck
The Treasure of the Ten Avatars
A Matter of Some Gravity
The Vigilante of Pizen Bluff
1997:
An Eye for Detail
Attack of the Hideous Space Varmints
A Little Something Special
W.H.A.D.A.L.O.T.T.A.J.A.R.G.O.N.
1998:
The Sign of the Triple Distelfink
The Last Lord of El Dorado
The Black Knight
The Cowboy Captain of the Cutty Sark
1999:
The Dutchman's Secret
Escape From Forbidden Valley
The Coin
Quest for Kalevala
2000:
Attaaack!
The Three Caballeros Ride Again
2001:
The Sharpie of the Culebra Cut
The Beagle Boys vs. The Money Bin
The Crown of the Crusader Kings
2002:
Forget it
Gyro's first invention
The Dream of a Lifetime
2003:
Trash and Treasure
2004:
A Letter from Home
The Black Knight Glorps again
2005:
The Magnificent Seven (Minus Four) Caballeros
The Starstruck Duck
2006:
The Prisoner of White Agony Creek